# التسلسل الزمني للهولوكوست
تم تفصيل الجدول الزمني للهولوكوست في الأحداث المدرجة أدناه. يُشار إلى الهولوكوست أيضًا باسم المحرقة (باللغة العبرية)، وهي إبادة جماعية قُتل فيها حوالي ستة ملايين يهودي أوروبي على يد ألمانيا النازية وعملائها في الحرب العالمية الثانية. شكل الأطفال نحو 1.5 مليون من الضحايا. قُتل ثلثا اليهود التسعة ملايين الذين أقاموا في أوروبا وقتها. تم جمع الجدول الزمني التالي من مجموعة متنوعة من المصادر، بما في ذلك متحف ذكرى الهولوكوست في الولايات المتحدة.

## التسلسل الزمني
| التاريخ                      | الحدث الأهم |
| ---------------------------- | --- |
| 1869                         | أعاد الموسيقي الألماني ريتشارد فاغنر نشر مقالته المعادية للسامية Das Judenthum in der Musik (اليهودية في الموسيقى). الآن، بعد ربط اسمه صراحةً بالنص، شن فاغنر عدة هجمات تستهدف الملحنين اليهود واعتقد أن تأثير هؤلاء الأشخاص على الثقافة الألمانية مهين. |
| 1879                         | أصبح فيلهلم مار أول مؤيد لمعاداة السامية العنصرية، إذ ألقى باللوم على اليهود في الحركات السياسية التي تروج للديمقراطية الدستورية والمساواة في الحقوق بموجب القانون والاشتراكية والسلمية. |
| 20 أبريل 1889                | وُلد أدولف هتلر في بلدة صغيرة في براوناو أم إن، النمسا والمجر (النمسا الآن). |
| 1899                         | نشر العنصري البريطاني الألماني هيوستن ستيوارت تشامبرلين كتاب The Foundations of the Nineteenth Century (أسس القرن التاسع عشر)، إذ كتب أن القرن التاسع عشر هو «العصر اليهودي» وكتب أيضًا أن المشاكل الاجتماعية في أوروبا هي نتيجة لسيطرة اليهود عليها. أثر الكتاب في النهاية على الحزب النازي. |
| 1903                         | The Protocols of the Elders of Zion (بروتوكولات حكماء صهيون)، وثيقة مزورة نشرتها شرطة أوخرانا تزعم الكشف عن الخطط السرية لمؤامرة الزعماء الدينيين اليهود لغزو العالم من خلال فرض الديمقراطية الليبرالية، نُشرت في زناميا في الإمبراطورية الروسية. تم توزيعها لاحقًا في جميع أنحاء العالم بعد عام 1917 من قبل المهاجرين الروس البيض وأصبحت كتيبًا شعبيًا معاديًا للسامية حتى بعد إثبات تزويرها.                               |
| 28 يونيو 1914                | اغتيل الأرشيدوق فرانز فرديناند وزوجته في مدينة سراييفو على يد الطالب الصربي البوسني جافريلو برينسيب، ما أدى إلى اندلاع الحرب العالمية الأولى. |
| 24 أكتوبر1917                | استولى البلاشفة بقيادة فلاديمير لينين على السلطة في روسيا خلال ثورة أكتوبر. تسببت الثورات اللاحقة في الفترة من 1917 إلى 1923 في انتشار مخاوف من التوسع الشيوعي في أوروبا مما قد يؤثر على اليمين المتطرف الأوروبي. |
| 11 نوفمبر 1918               | انتهاء الحرب العالمية الأولى بهدنة كومبيين بعد انهيار الإمبراطورية الألمانية بسبب الثورة. |
| 1919                         | فرنسا تنشر قوات استعمارية أفريقية في احتلال الحلفاء لراينلاند، ما أدى إلى إنجاب أطفال مختلطي العرق بين القوات والنساء الألمانيات. يتعرض الأطفال، الذين يطلق عليهم بازدراء «أوغاد راينلاند»، للتمييز العنصري والتحيز. |
| 5 يناير 1919                 | يؤسس أنطون دريكسلر وكارل هارر حزب العمال الألماني كفرع من جمعية ثول، إحدى الجماعات اليمينية المتطرفة والمعادية للسامية والمعادية للشيوعية والشعبوية العديدة التي تشكلت في ألمانيا بعد الحرب |
| 7 مايو 1919                  | يتم تقديم معاهدة فرساي إلى الوفد الألماني في مؤتمر باريس للسلام. لا يوافق أغلب الألمان على دفع التعويضات والقبول القسري بذنب الحرب الألماني المنصوص عليه في المادة 231. |
| 16 سبتمبر 1919               | أعلن أدولف هتلر، بعد انضمامه إلى حزب العمال الألماني، عن تأييده الأول لمعاداة السامية العنصرية. |
| 18 نوفمبر 1919               | دلى المشير الميداني العام بول فون هيندينبورج بشهادته أمام لجنة التحقيق التابعة للجمعية الوطنية في فايمار في الذنب في الحرب، وألقى باللوم في خسارة الحرب العالمية الأولى على «التشويه المتعمد السري للأسطول والجيش» وزعم ادعاءات مضللة بأن جنرالًا بريطانيًا اعترف بأن الجيش الألماني «طُعن في الظهر»، ما أدى إلى ظهور نظرية المؤامرة الشعبية «الطعن في الظهر». انتُخب لاحقًا رئيسًا لألمانيا في الانتخابات الرئاسية عام 1925. |
| 24 فبراير1920                | في خطاب أمام حوالي 2000 شخص في مهرجان ميونيخ في Hofbräuhaus، أعلن هتلر عن برنامج مكون من 25 نقطة لحزب العمال الألماني، والذي أعيدت تسميته لاحقًا بحزب العمال الألماني الاشتراكي الوطني (النازي). من بين أمور أخرى، دعا البرنامج إلى إنشاء دولة عموم ألمانية، مع الاحتفاظ بالمواطنة والإقامة وغيرها من الحقوق المدنية للألمان العرقيين فقط، مع استبعاد اليهود وجميع غير الألمان صراحةً.                                    |
| 1921                         | يشكل الحزب النازي كتيبة العاصفة (SA) تحت قسم الدعاية والرياضة. |
| 20 أبريل 1923                | يصدر العدد الأول من صحيفة Der Stürmer، وهي صحيفة شعبية معادية للسامية نشرها يوليوس شترايشر. |
| 8 نوفمبر 1923                | على غرار مسيرة روما، ينظم هتلر انقلاب بير هول. على الرغم من الحكم على هتلر بالسجن لمدة 5 سنوات في سجن لاندسبيرج وحظر الحزب النازي لفترة وجيزة، فقد اكتسب هتلر شهرة عامة لأول مرة. |
| 18 يوليو 1925                | نشر أدولف هتلر كتابه Mein Kampf (كفاحي). |
| 24 أكتوبر 1929               | وقع انهيار وول ستريت عام 1929، ما أدى إلى بداية الكساد الكبير وسمح لهتلر بالحصول على الدعم. |
| 1931                         | لمنع نقل العملة خارج البلاد، أصدر الرئيس فون هيندينبورج مرسومًا بفرض ضريبة هجرة بنسبة 25%، ضريبة الهروب من الرايخ. أصبحت الضريبة فيما بعد عائقًا أمام اليهود الذين يحاولون الهجرة من ألمانيا. |
| يوليو 1932                   | أصبح النازيون أكبر حزب في الرايخستاغ، حيث حصلوا على 230 مقعدًا من أصل 608 في الانتخابات الفيدرالية الألمانية في يوليو 1932. |
| 30 يناير1933                 | تعيين أدولف هتلر مستشارًا لألمانيا. |
| فبراير 1933                  | حدد المستشار هتلر سياسته العسكرية على أنها «غزو مساحة جديدة في الشرق وإضفاء الطابع الألماني عليها بلا رحمة» في اجتماع سري مع الرايخسفير. |
| 27 فبراير 1933               | حريق الرايخستاغ. أدى مرسوم حريق الرايخستاغ اللاحق إلى تعليق الدستور الألماني ومعظم الحريات المدنية. |
| 22 مارس 1933                 | افتتاح معسكر اعتقال داخاو، أول معسكر اعتقال في ألمانيا، على بعد 10 أميال شمال غرب ميونيخ في مصنع ذخيرة مهجور. |
| 13 مارس 1933                 | تأسيس وزارة الرايخ للتنوير العام والدعاية تحت قيادة جوزيف جوبلز. |
| 21 مارس 1933                 | افتتاح معسكر اعتقال أورانينبورغ في مصنع جعة سابق في أورانينبورغ بواسطة لواء SA بالقرب من برلين. |
| 23 مارس 1933                 | سن قانون التمكين لعام 1933، ما يسمح لهتلر بالحكم بموجب مرسوم. |
| 31 مارس 1933                 | أصدر هانز كيرل وهانز فرانك تشريعات في ولايتي بروسيا وبافاريا لفصل القضاة والمدعين العامين اليهود وفرض حصص للمحامين والموثقين. |
| 1 أبريل 1933                 | يبدأ مقاطعة النازيين للشركات اليهودية. |
| 7 أبريل 1933                 | تمرير قانون استعادة الخدمة المدنية المهنية، الذي يحظر على معظم اليهود والشيوعيين العمل الحكومي. بعد فترة وجيزة، يؤثر قانون مماثل على المحامين والأطباء ومستشاري الضرائب والموسيقيين والموثقين. |
| 22 أبريل 1933                | استبعاد الأطباء اليهود من الخدمة الطبية بموجب مرسوم ترخيص الأطباء من الخدمة الصحية الوطنية الذي صدر بضغط من الدكتور جيرهارد فاغنر. |
| 25 أبريل 1933                | يحد قانون منع الاكتظاظ في المدارس الألمانية ومدارس التعليم العالي بشدة من تسجيل اليهود في المدارس العامة الألمانية. |
| 29 أبريل 1933                | يؤسس هيرمان جورينج الجستابو (الشرطة السرية الألمانية). |
| 2 مايو 1933                  | حظر النقابات العمالية الألمانية واستبدالها بجبهة العمل الألمانية تحت قيادة روبرت لي. |
| 10 مايو 1933                 | تبدأ عمليات حرق الكتب النازية. تُحرق الكتب التي تُعتبر «غير ألمانية»، بما في ذلك جميع أعمال المؤلفين والكتاب اليهود، في نيران احتفالية، بما في ذلك نيران كبيرة في منطقة Unter den Linden المجاورة لجامعة برلين. |
| 1 يونيو 1933                 | قانون منع البطالة يوفر قروضًا للزواج للألمان «المناسبين» وراثيًا. |
| 22 يونيو 1933                | بداية وصول السجناء من دوسلدورف إلى معسكر Emslandlager. |
| 14 يوليو 1933                | قانون منع النسل المصاب بأمراض وراثية، والذي يدعو إلى التعقيم الإجباري لـ «الأقل شأنًا». في نفس اليوم، يتم سحب الجنسية الألمانية من المواطنين الغجر والسنتيين في ألمانيا، ويصبح الحزب النازي الحزب السياسي القانوني الوحيد في ألمانيا. |
| 20 يوليو 1933                | إبرام اتفاقية الرايخ بعد مفاوضات بين فرانز فون بابن والكاردينال يوجينيو باتشيلي، الذي أصبح فيما بعد البابا بيوس الثاني عشر، ما ضمن شرعية ألمانيا النازية أمام المجتمع الدولي وسمح للحكومة بكسب ولاء الكاثوليك الألمان. |
| 20 أغسطس 1933                | بدأ المؤتمر اليهودي الأمريكي مقاطعة النازية عام 1933. |
| 17 سبتمبر 1933               | تأسيس Reichsvertretung der Deutschen Juden كهيئة تمثيلية قانونية لليهود الألمان تحت قيادة ليو بيك وأوتو هيرش. |
| 21 سبتمبر – 23 December 1933 | برأت محاكمة لايبزيغ 3 من 4 رجال متهمين بحريق الرايخستاغ. أثار ذلك غضب هتلر ما دفعه لإنشاء محكمة شعبية لمحاكمة الجرائم السياسية. |
| 22 سبتمبر 1933               | تأسيس غرفة الثقافة في الرايخ، ما منع اليهود فعليًا من الانخراط في الفنون. |
| 29 سبتمبر 1933               | منع اليهود الألمان والألمان من أي أصل يهودي يعود تاريخه إلى عام 1800 من الزراعة بموجب قانون Reichserbhofgesetz، وتم إعادة توزيع أراضيهم على الألمان العرقيين. |
| 4 أكتوبر 1933                | منع اليهود من ممارسة الصحافة بموجب قانون المحرر. |
| 24 أكتوبر                    | أقرت الحكومة قانونًا يسمح باحتجاز «المجرمين الخطرين والمعتادين» - بما في ذلك المتشردين ومدمني الكحول والعاطلين عن العمل والمشردين - في معسكرات الاعتقال. تم تعديل القانون لاحقًا للسماح بتعقيمهم الإجباري. |
| 1 يناير 1934                 | أزال هتلر جميع الأعياد اليهودية من التقويم الألماني. |
| 24 يناير 1934                | تم طرد جميع اليهود من جبهة العمل الألمانية. |